# Sammlung Stoffel
Die Sammlung Stoffel bezeichnet eine Sammlung zeitgenössischer Kunst des Ehepaars Eleonore und Michael Stoffel. Sie gilt als eine der bedeutendsten privaten Kunstsammlungen in Deutschland.
Die Sammlung wurde von Eleonore und Michael Stoffel, einer Kunsthistorikerin und einem Juristen, seit den späten 1960er bzw. 1970er Jahren zusammengetragen. Sie zeigt mit ihren Objekten wichtige Entwicklungen insbesondere der deutschen und amerikanischen Kunst der 1960er bis 1990er Jahre. Vertreten sind Werke von Marlene Dumas, Caroll Dunham, Günther Förg, Leiko Ikemura, Jörg Immendorff, Mike Kelley, Martin Kippenberger, Per Kirkeby, Markus Lüpertz, A. R. Penck, Ulrich Rückriem, David Salle, Rosemarie Trockel, Nicola Tyson und Terry Winters sowie einzelne Werke von Georg Baselitz, David Hockney, Hermann Nitsch, Serge Poliakoff und Antoni Tàpies.

## Engagement in Köln

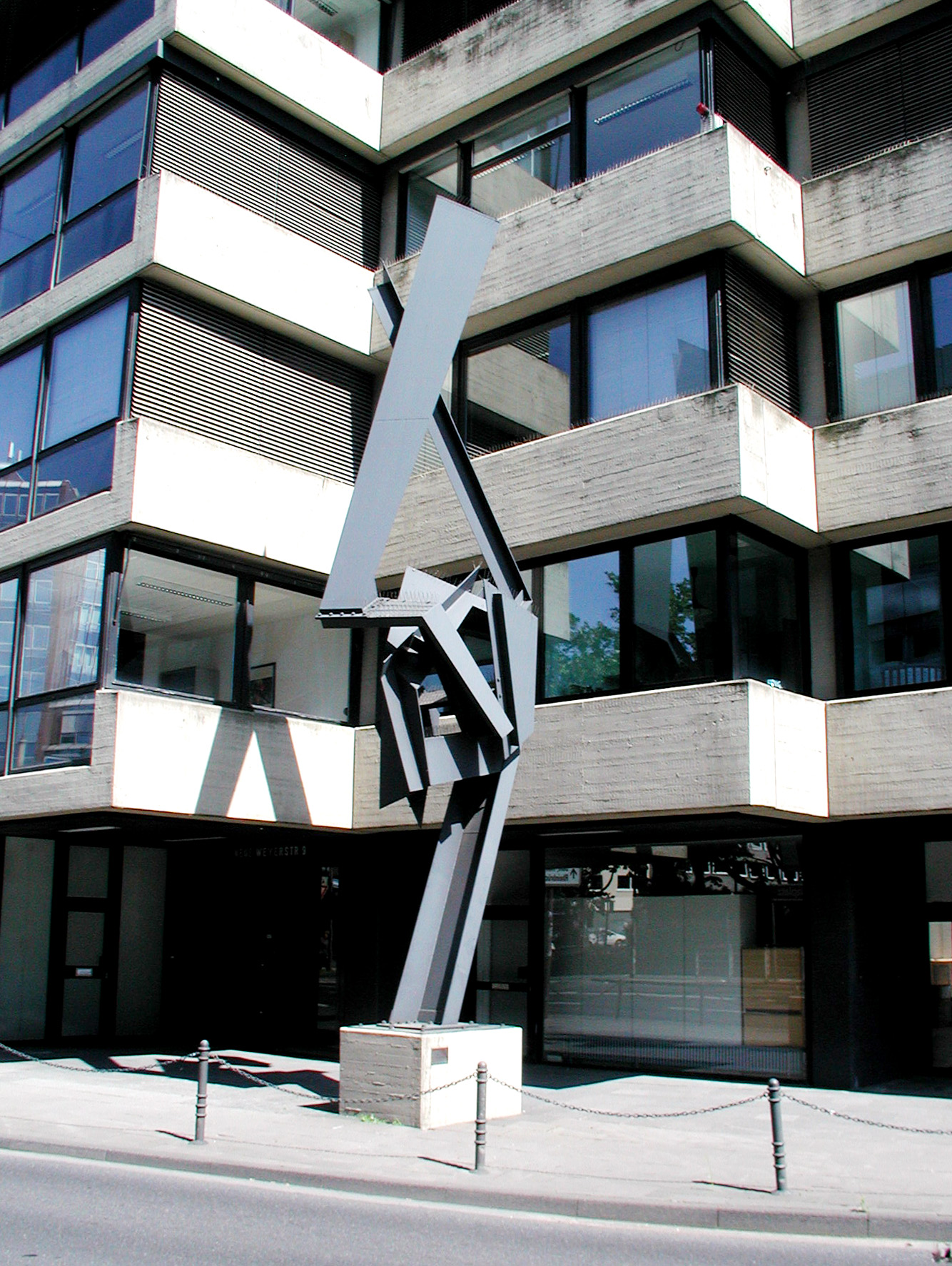
„Attila“ von Paul Suter, Barbarossaplatz, Köln

Bereits 1977 stifteten die Stoffels der Stadt Köln die Skulptur „Attila“ des Schweizer Bildhauers Paul Suter; diese wurde am Barbarossaplatz aufgestellt. Ein abstraktes Gemälde von Gerhard Richter (Werknummer 599) erwarben sie 1986 und gaben es bis 1999 als Leihgabe an das Museum Ludwig, bevor sie es wieder versteigern ließen. Mit einem Teil der Sammlung initiierten sie 1996 den Skulpturenpark Köln auf einer Brachfläche im Kölner Stadtteil Neustadt-Nord, verbunden mit der Gründung der Gesellschaft der Freunde des Skulpturenparks Köln. Hier werden seit 1997 im regelmäßigen Wechsel Außenskulpturen der Sammlung, ergänzt durch Leihgaben, präsentiert und die jeweilige Ausstellung von einem Katalog begleitet.

## Michael & Eleonore Stoffel Stiftung
1992 gründeten Eleonore und Michael Stoffel eine gemeinnützige Stiftung, in deren Eigentum die Sammlung übergeben wurde und die sie selbst leiteten. Michael Stoffel starb am 9. Juni 2005, Eleonore Stoffel am 16. April 2007; die Stiftung soll die Sammlungstätigkeit im Sinne der beiden weiterbetreiben. Ein Teil der Außenskulpturen wurde dem Skulpturenpark zum Teil als „ewige“ Leihgaben gestiftet.

## Stiftung an die Münchener Pinakotheken
Im Februar 2006 gab Eleonore Stoffel ein größeres Konvolut der Sammlung als unbefristete Dauerleihgabe an die Bayerischen Staatsgemäldesammlungen (Pinakothek der Moderne). Medial wurde diese Schenkung allgemein als Verlust für Köln aufgrund fehlenden Engagements der lokalen Kulturpolitik dargestellt. So war etwa das Museum Ludwig unter dem damaligen Kasper König nur an einem Teil der Sammlung interessiert, und das Kulturdezernat der Stadt war in der Phase der Entscheidung über ein Jahr ohne Leitung.
Die Münchener Pinakothek der Moderne erhielt die Dauerleihgabe ohne jegliche Bedingungen, die Sammlung sollte in den vorhandenen Bestand des Museums „zum Nutzen der Öffentlichkeit“ aufgehen. Die erste große Ausstellung der Sammlung in München fand erst 2008, nach dem Tod der Stifterin Eleonore Stoffel statt.

„Obwohl thematisch und stilistisch sehr unterschiedlich, lassen sich dennoch verbindende Elemente innerhalb der Sammlung Stoffel feststellen: Einerseits geht es um die Auseinandersetzung mit der Malerei und ihrer radikalen Infragestellung unter veränderten historischen Bedingungen, andererseits um die Erweiterung formaler Mittel in installativen Prozessen und Bildfindungen. Auffallend ist darüber hinaus die besondere Sensibilität für gesellschaftspolitische Fragestellungen.“

## Ausstellungen
- Passioniert provokativ. Pinakothek der Moderne, München, 20. November 2008 – 1. März 2009